# Hermann Wilhelm Vogel
Hermann Wilhelm Vogel, född 26 mars 1834 i Dobrilugk, död 17 december 1898 i Charlottenburg, var en tysk fotokemist och spektralanalytiker.
Vogel leddes av kemiska och fysiska studier till undersökningar över det fotografiska förloppet, blev 1863 filosofie doktor på sin avhandling om ljusets verkningar på silvrets haloidsalter och stiftade samma år Berlins fotografförening, som 1869 ombildades och länge leddes av honom, samt utgav sedan 1864 "Photographische Mittheilungen". Sistnämnda år blev han privatdocent och 1873 professor i fotokemi vid Berlins Gewerbeakademie och 1884 föreståndare för ett fototekniskt laboratorium vid tekniska högskolan i Charlottenburg nära Berlin.
Vogel deltog i flera solförmörkelseexpeditioner till olika världsdelar. Han var ordförande i den av bland andra honom 1872 stiftade tyska konstslöjdföreningen. På alla områden av den rena och tillämpade fotografin gjorde han viktiga rön. De av honom 1873 upptäckta färgsensìbilisatorerna ligger till grund för trefärgstrycket. Han sysslade även med spektralanalys och konstruerade 1877 ett universalspektroskop.